# Nine (musikal)
Nine är en amerikansk musikal av Maury Yeston (musik & sångtexter) och Arthur Kopit (libretto). Den hade sin urpremiär på Broadway år 1982 och bygger på Federico Fellinis långfilm 8 ½ (1963).   

## Handling
Musikalen handlar om den världsberömde italienske filmregissören Guido Contini, som genomgår en livskris. Hans manusskrivande har gått i stå, samtidigt som hans hustru, filmstjärnan Luisa del Forno, är på väg att lämna honom, om han inte kan ägna mer uppmärksamhet åt deras äktenskap. Luisas ansträngningar att prata med sin make misslyckas ständigt, eftersom Guido i sin konstnärliga kris för sitt inre hör rösterna från alla de underbara kvinnor han har älskat, inklusive sin mamma, alla dessa kvinnor han har hämtat inspiration och livskraft och hela sin kreativitet ifrån. Men nu är hans kreativitet i lika stor kris som hans äktenskap.   
I ett försök att rädda sitt 20-åriga äktenskap reser Guido & Luisa Contini iväg till ett spa i Venedig, där de dock omedelbart jagas av pressen, med påfrestande frågor om äktenskapet, liksom om Guidos pågående filmprojekt. Guidos älskarinna Carla kommer också till Venedig och ringer honom från sitt hotellrum, huvudrollsinnehavaren Claudia kontaktar honom angående sin roll i filmen, och producenten Liliane La Fleur, före detta stjärna på Folies Bergère, insisterar på att Guido bör satsa på en filmad musikal i stället. Hustrun Luisa förlorar till sist tron på deras fortsatta liv tillsammans, och lämnar Guido.  

## SvenskaNine
Nine hade sin Europapremiär och sin Sverigepremiär på Oscarsteatern i Stockholm den 23 september 1983, i regi av Gene Nettles, svensk översättning av Bodil Malmsten, och med Ernst-Hugo Järegård i huvudrollen som filmregissören Guido och Siw Malmkvist som hans hustru Luisa.
Carla spelades av Suzanne Brenning, Claudia av Viveka Anderberg, Liliane La Fleur av Berit Carlberg, Saraghina av Anna Sundqvist, Guidos Mor av Maj Lindström, Stephanie av Helena Fernell, Kurortens Madonna av Moa Myrén, Mama Maddalena av Ewa Roos, Maria av Lena Nordin, Lina Darling av Berit Bogg, Diana av Solgärd Kjellgren, Gretchen av Monica Janner. Musikalen innehöll dessutom roller för ytterligare 12 kvinnor. I rollen 'Guido som barn' alternerade tre pojkar, däribland Kim Sulocki och Linus Brohult. Regissör & koreograf (efter Broadways originaluppsättning 1982, regisserad av Tommy Tune) var Gene Nettles, musikalisk ledning och dirigent: Gert-Ove Andersson. Ersättare för huvudrollen Guido var  operasångaren Alf Häggstam, och för Luisa skådespelaren Moa Myrén.
Nine har därefter satts upp på Malmö musikteater 2002, där Jan Kyhle gjorde huvudrollen Guido och Marie Richardson gestaltade Luisa. Carla spelades då av den eminenta Petra Nielsen.    

## Galleri (1983-84)

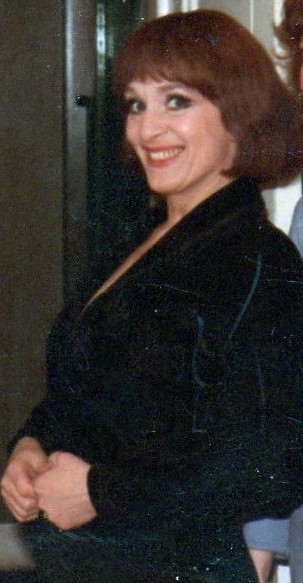
Siw Malmkvist (Luisa) i NINE, bakom scen.
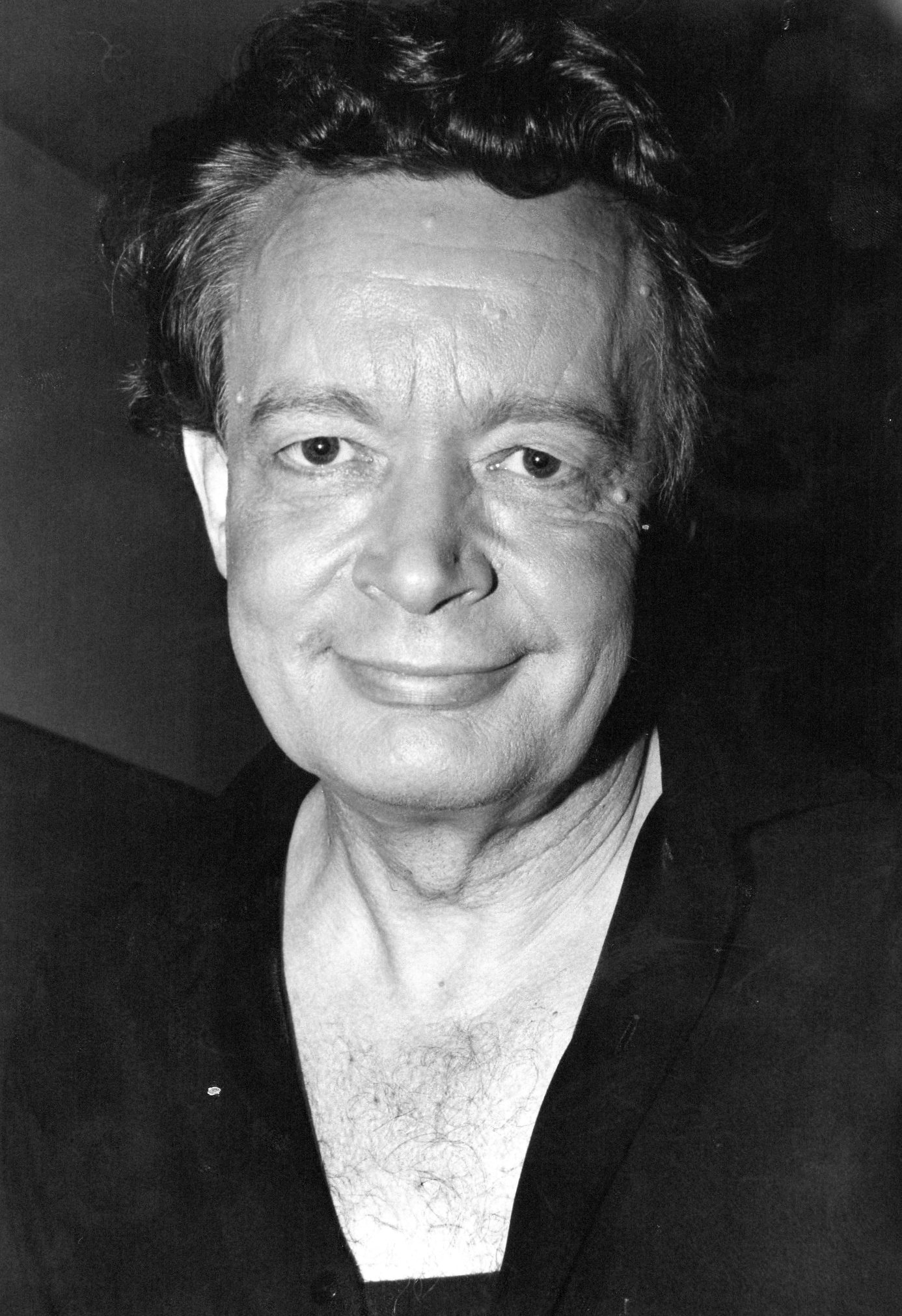
Ernst-Hugo Järegård (Guido) i NINE, bakom scen.
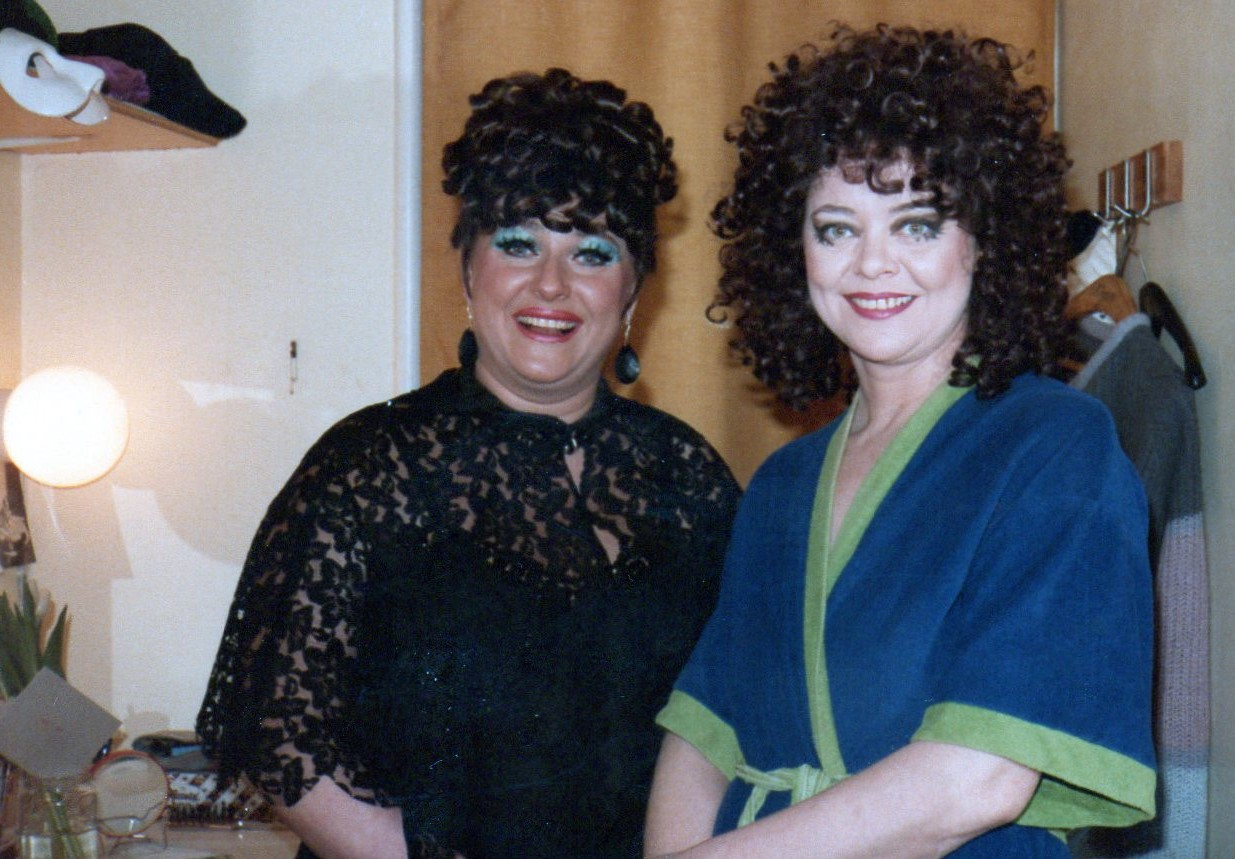
Ewa Roos (Mama Maddalena) & Anna Sundqvist (Saraghina) i NINE, i logen.
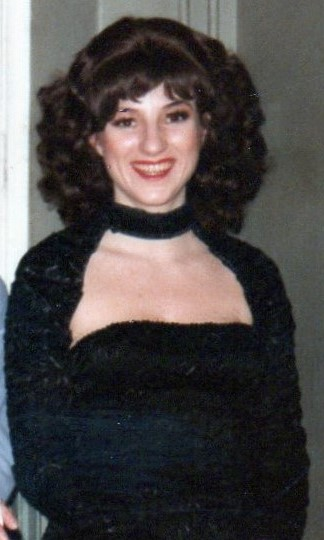
Lena Nordin (Maria) bakom scen, NINE.
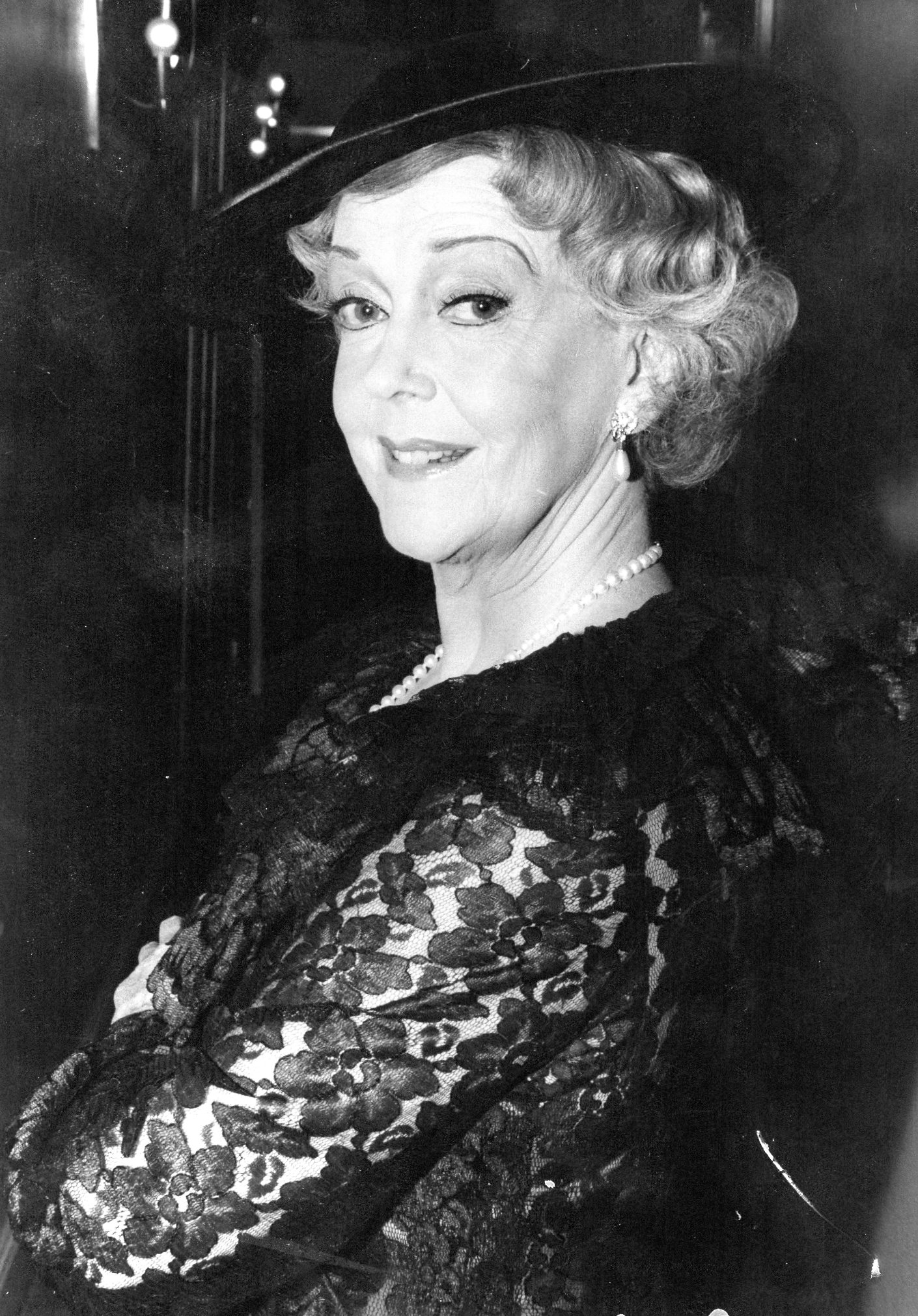
Maj Lindström (Guidos Mor) i NINE, bakom scen.
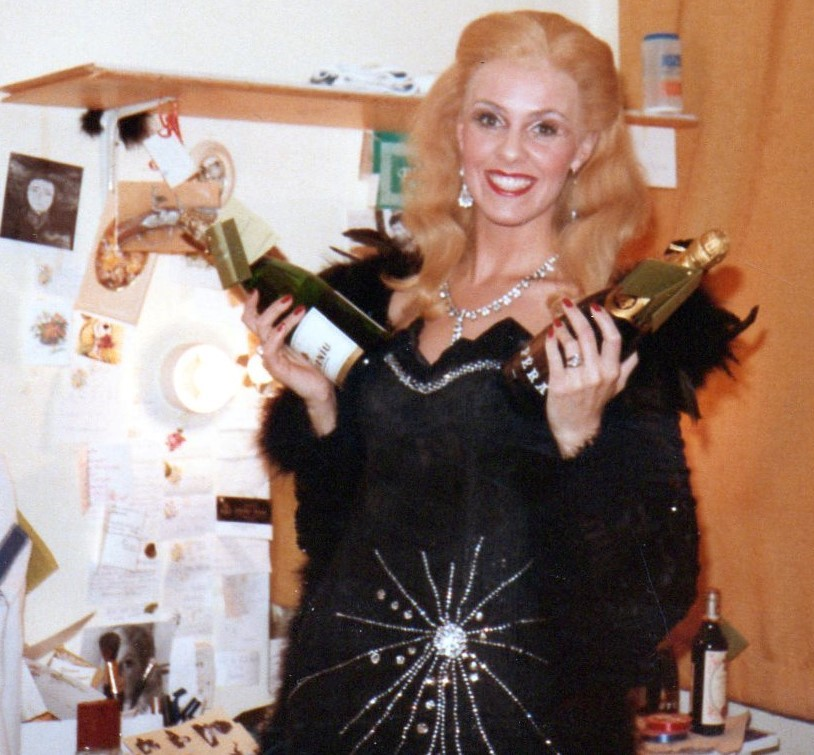
Viveka Anderberg (Claudia) i NINE, i logen.
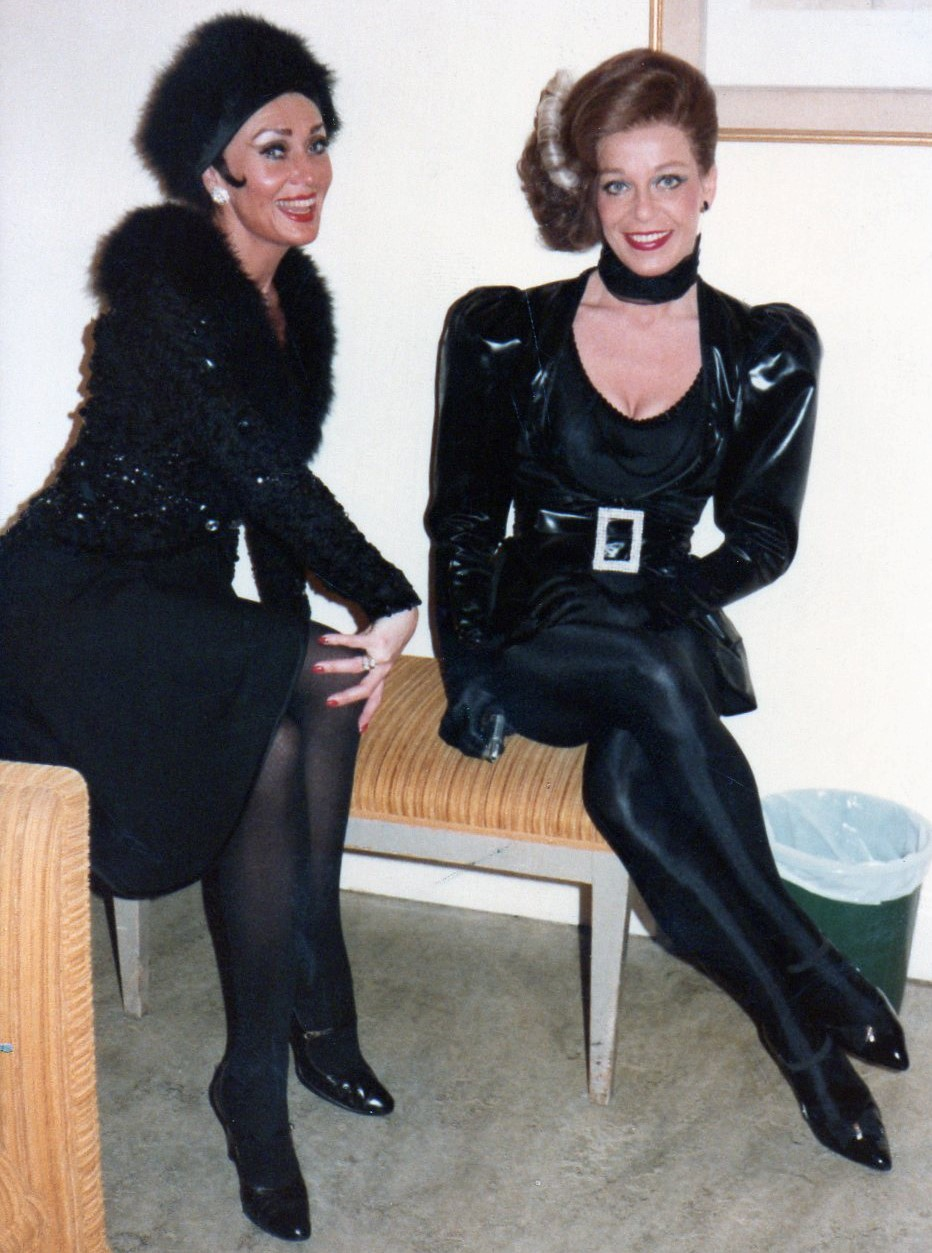
Berit Carlberg (Liliane La Fleur) & Berit Bogg (Lina Darling) i NINE, bakom scen.
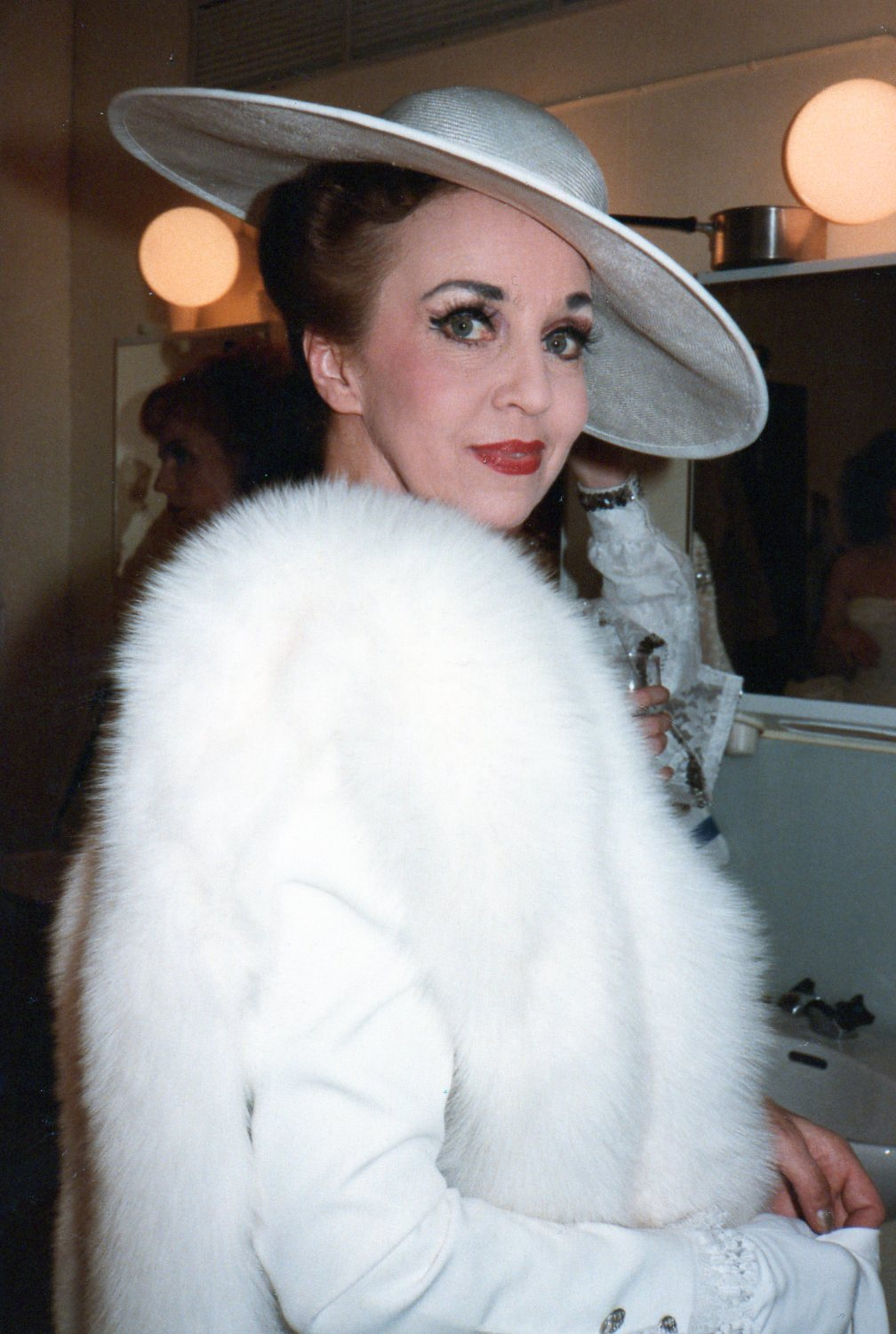
Helena Fernell (Stephanie) i NINE, bakom scen.
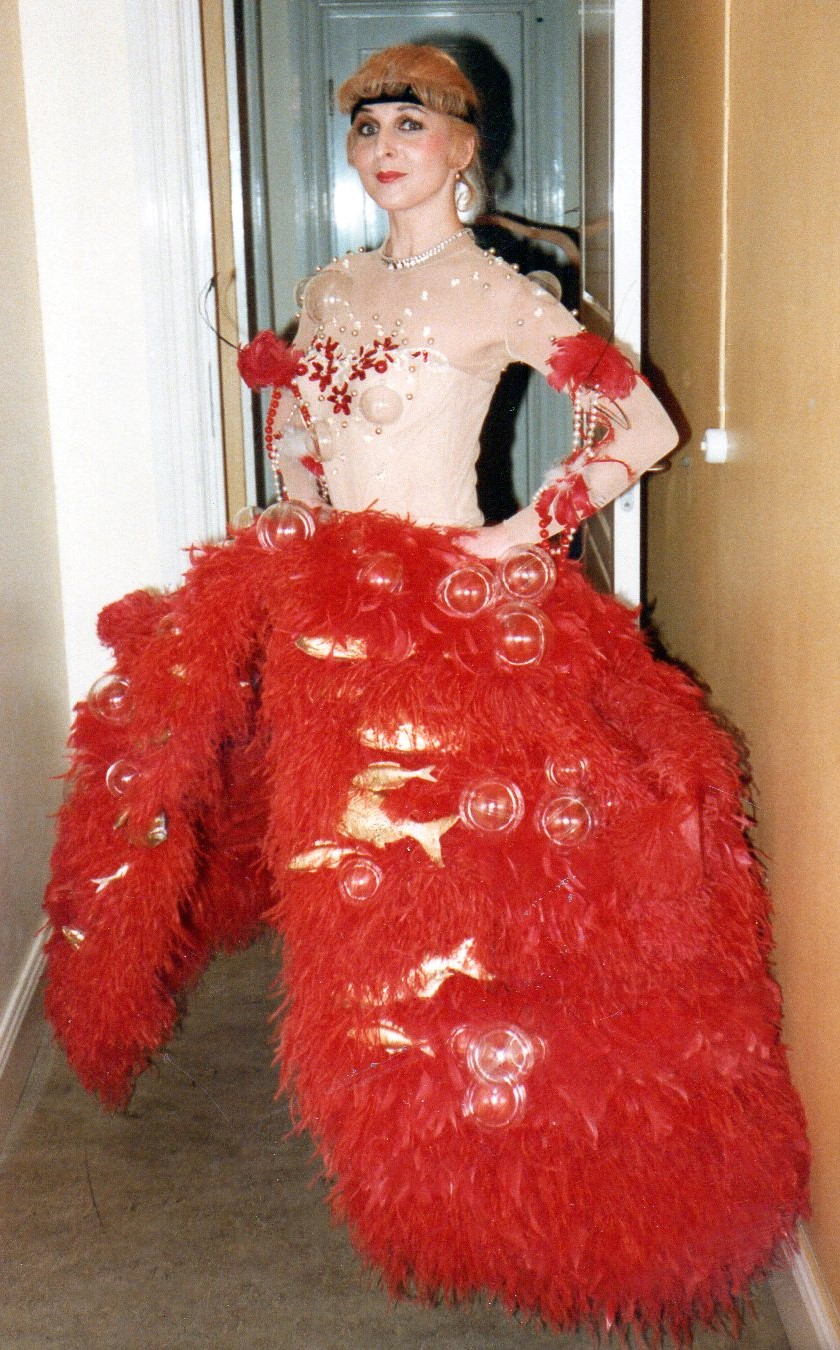
Moa Myrén (Kurortens Madonna) i NINE, bakom scen.
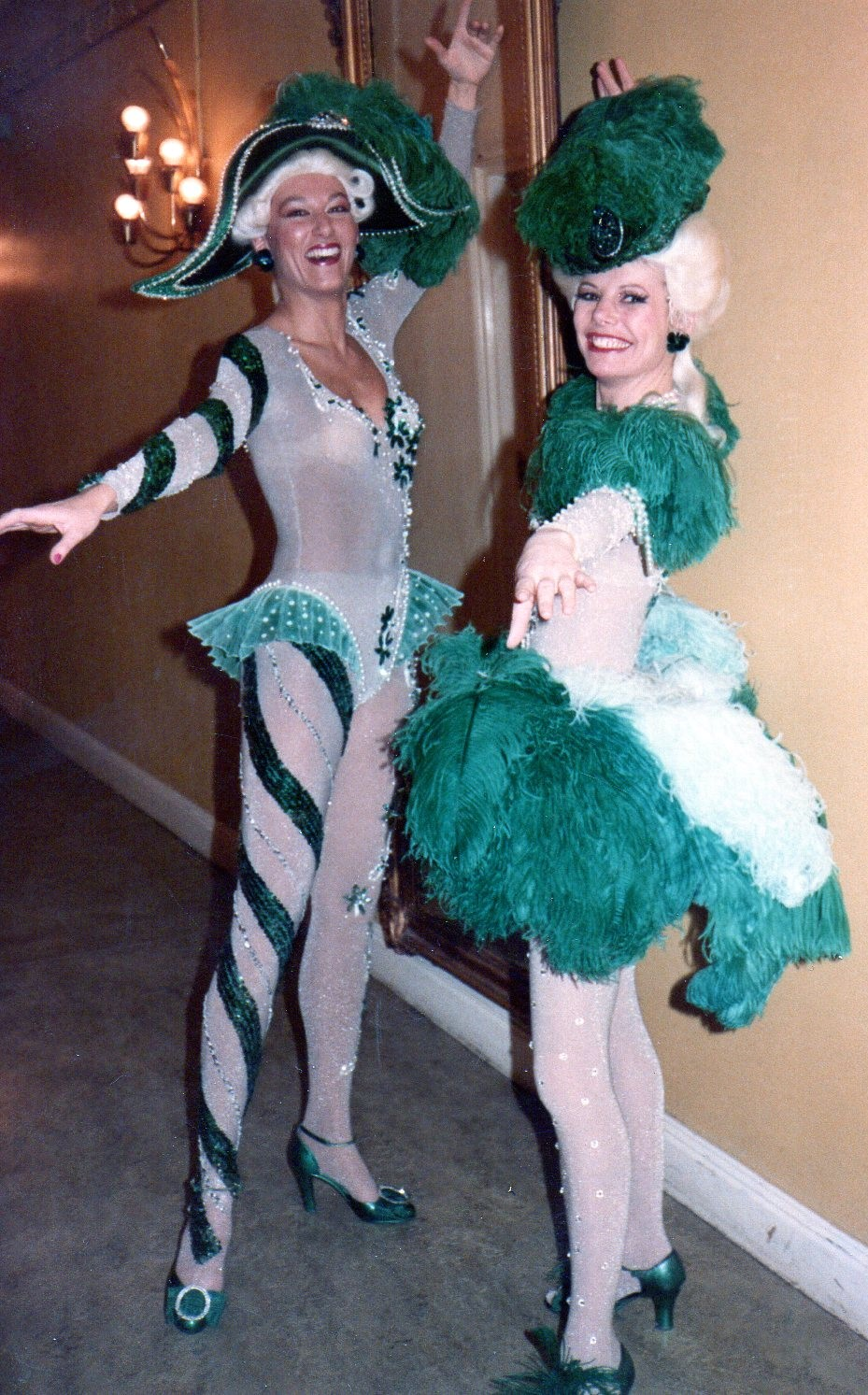
Ann-Christine Bengtsson (Gondoljären) & Ragnhild Sjögren (Renata), bakom scen, NINE.
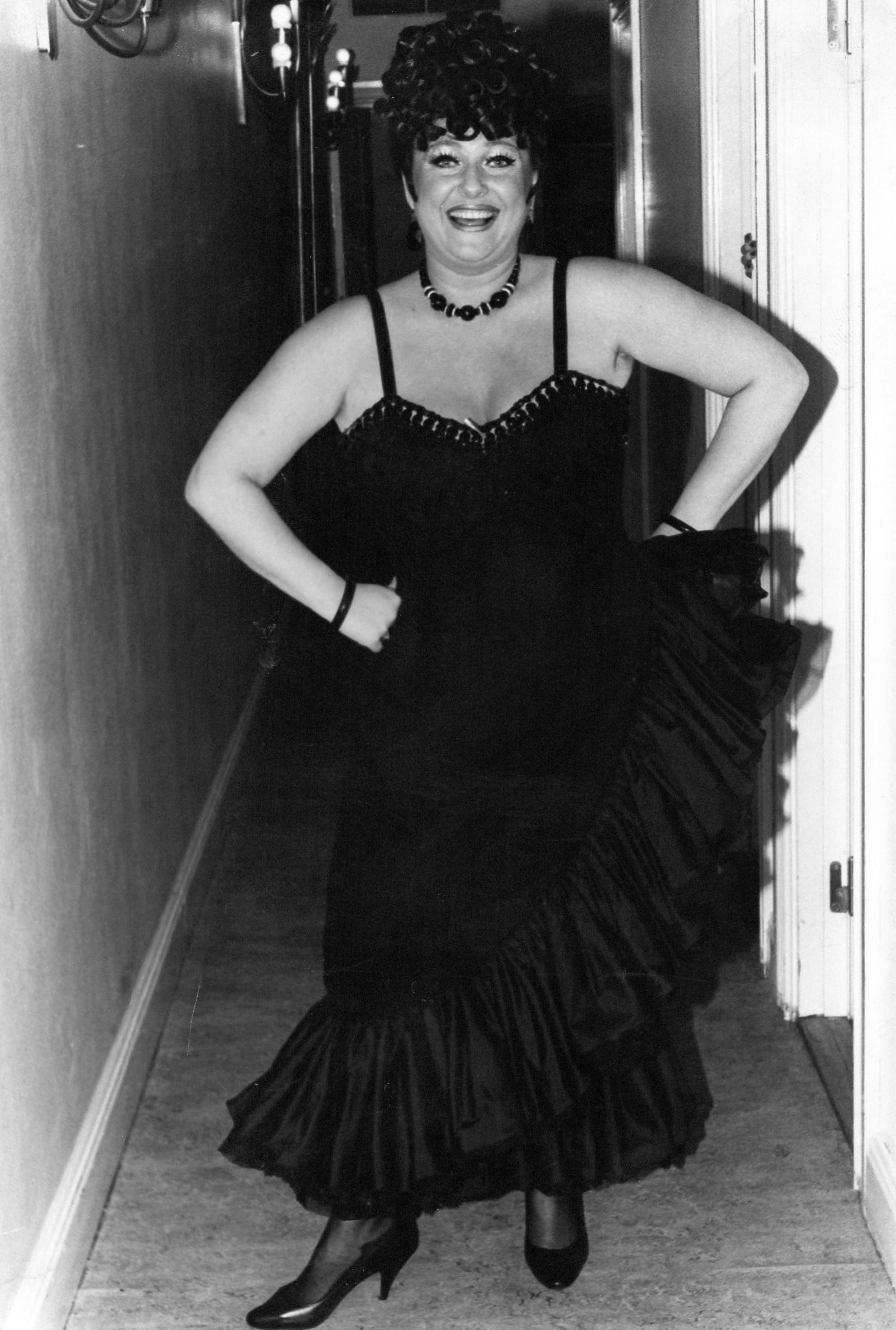
Ewa Roos (Mama Maddalena) bakom scen i musikalen NINE på Oscarsteatern.
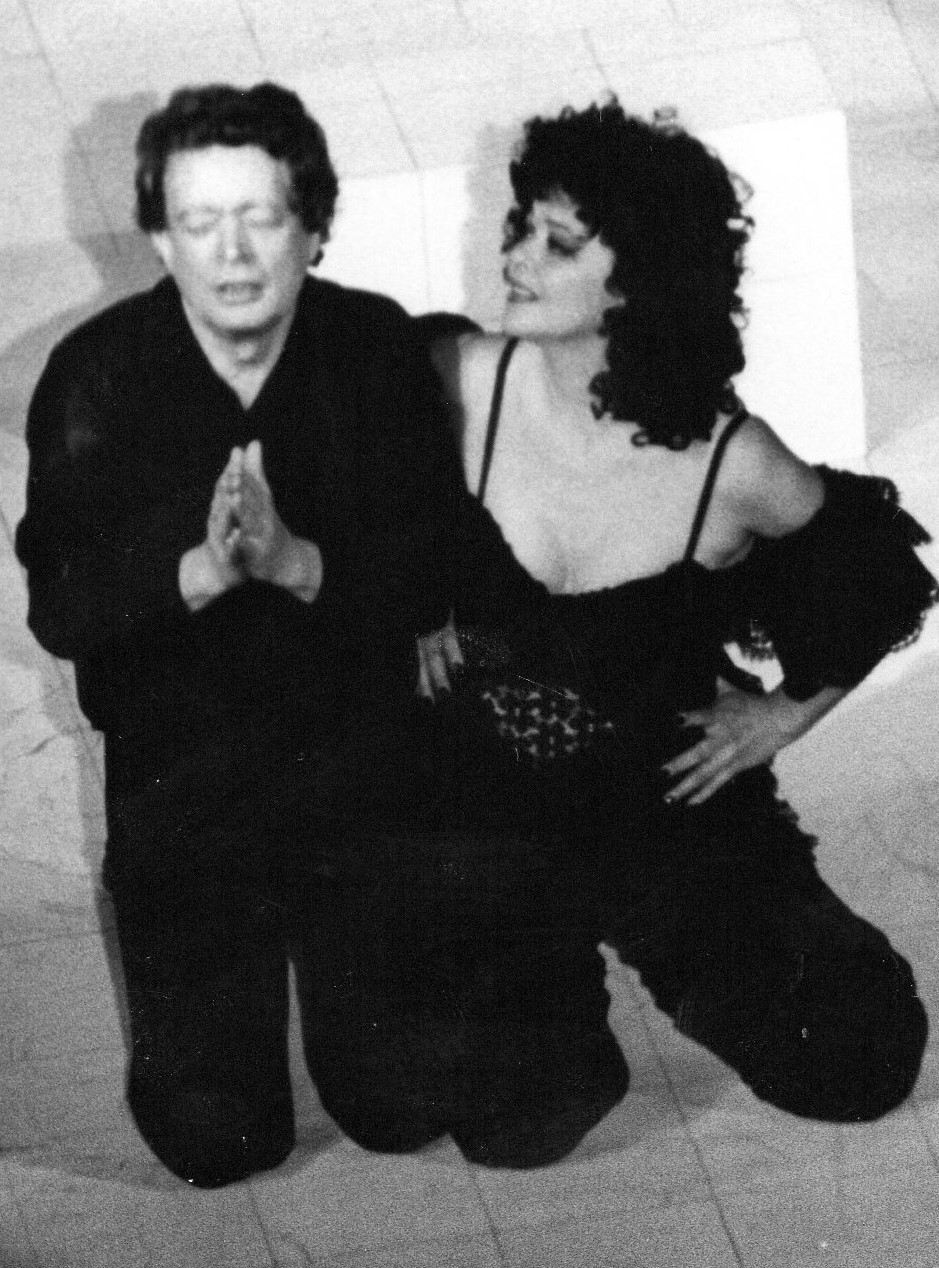
Ernst-Hugo Järegård (Guido) och Anna Sundqvist (Saraghina) i NINE.